# Gode mosse
Gode mosse är ett naturreservat i Marks kommun i Västra Götalands län.
Området är naturskyddat sedan 2014 och är 50 hektar stort. Reservatet omfattar Gode mosse med två små tjärnar och skog och våtmarker sydväst om denna ner till Kroksjön. Reservatet består av barrskog.